# 체글레드구

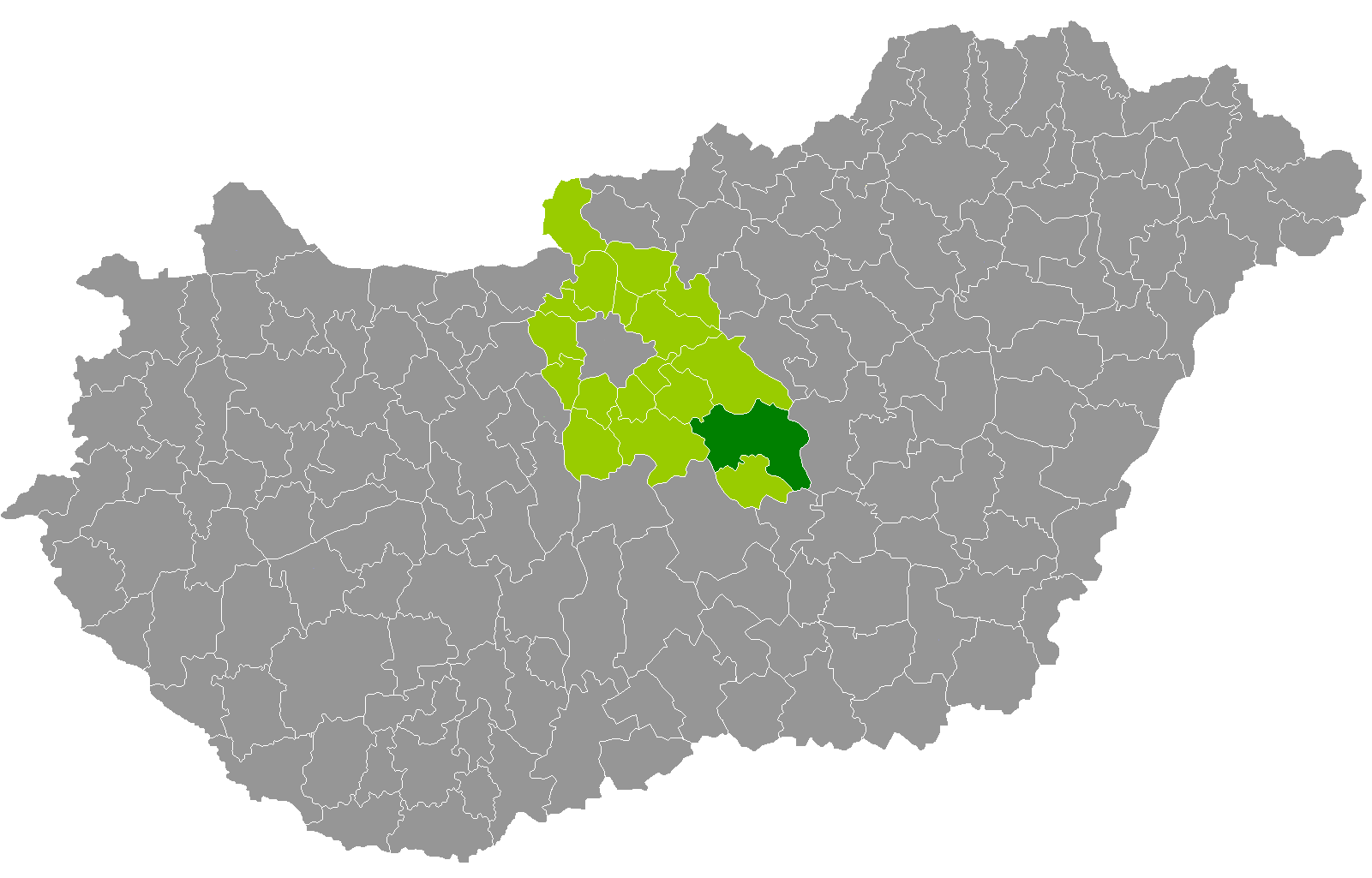
페슈트주 지도에 표시된 체글레드구의 위치

체글레드구(헝가리어: Ceglédi járás)는 헝가리 페슈트주에 위치한 구로 구청 소재지는 체글레드이며 면적은 886.30km2, 인구는 88,952명(2011년 기준), 인구 밀도는 100명/km2이다.
북쪽으로는 너지카터구, 동쪽으로는 야스너지쿤솔노크주 솔노크구, 남쪽으로는 너지쾨뢰시구, 바치키슈쿤주 티서케치케구, 남서쪽으로는 바치키슈쿤주 케치케메트구, 서쪽으로는 더버시구, 북서쪽으로는 모노르구와 접한다. 12개 지방 자치체(3개 시, 9개 마을)를 관할한다.

구 문장